# ستيوارت هولدن
ستيوارت هولدن (بالإنجليزية: Stewart Holden)‏ هو لاعب كرة قدم بريطاني، ولد في 21 أبريل 1942 في Grange Moor ‏ في المملكة المتحدة، وتوفي في 2004. لعب مع أولدهام أثلتيك ونادي روتشديل وهدرسفيلد تاون وويغان أتلتيك.